# Erich Schnepel
Erich Adolf Max Wilhelm Schnepel (* 30. März 1893 in Felsberg; † 21. Mai 1986 in Biedenkopf) war ein deutscher evangelischer Pastor. Bekannt wurde er als Missionsinspektor (leitender missionarischer Mitarbeiter) bei der Berliner Stadtmission von 1919 bis 1945 und als theologischer Autor, insbesondere als Verfasser der Briefe aus dem Berliner Osten und aus Grossalmerode.

## Leben
Erich Schnepel wuchs in Kassel auf, da sich sein Vater als Beamter dorthin ans Gericht versetzen ließ, und besuchte das Gymnasium bis zur Reifeprüfung. Als Abiturient wurde er gläubiger Christ und entschied sich für ein Studium der Theologie. Ab 1911 studierte er zunächst in Tübingen bei Adolf Schlatter, dann in Halle bei Karl Heim, Martin Kähler und Wilhelm Lütgert, wo er der Deutschen christlichen Studenten-Vereinigung (DCSV) beitrat.
Von Wilhelm Philipps wurde er bei Sommer-Jugendlagern bleibend beeinflusst. Nach seiner Teilnahme am Ersten Weltkrieg setzte ihn die Berliner Stadtmission ab 1919 im Osten Berlins als Inspektor und Evangelist ein. Seine Ordination erfolgte am 2. Februar 1919. Wie sein Kollege Hans Dannenbaum schloss sich Schnepel unter dem Stadtmissionsdirektor Walter Thieme (* 18. November 1878; † 27. April 1945) der Bekennenden Kirche an. Nach der Absetzung bzw. dem erzwungenen Rücktritt Thiemes durch das NS-Regime stand sein Stellvertreter, Schnepel, der sich während der 1939 entbrannten Kämpfe mit der Gestapo als bekennender Christ bewährt hatte, vorübergehend an der Spitze der Berliner Stadtmission als geistlicher Leiter.
Er geriet 1945 in amerikanische Kriegsgefangenschaft, nachdem er zuvor Anfang Mai 1940 von der Wehrmacht als früherer Offizier des Ersten Weltkrieges erneut eingezogen wurde. Schnepel konnte nach seiner Entlassung aus der Kriegsgefangenschaft im Herbst 1945 durch vorherige Gemeindewahl eine Pfarrstelle in Großalmerode antreten, nachdem Bischof Dibelius, Berlin, ihn für einen Dienst als Gemeindepfarrer in der Evangelischen Kirche von Kurhessen-Waldeck freigegeben hatte. Hier blieb er bis zur vorzeitigen Pensionierung Anfang Februar 1956. Er war jedoch weiterhin dort wohnhaft und ehrenamtlich tätig bis zum Umzug 1964 zu seinem Sohn, Pfarrer Theo Schnepel, und dessen Familie in den jetzigen Marburger Stadtteil Wehrda.
Erich Schnepel kam erstmals 1920 mit der 1913 gegründeten Pfarrergebetsbruderschaft (PGB) in Berührung und organisierte als ehrenamtlicher Vertrauensmann dieses „Kindes der Erweckung“ in der damaligen Mark Brandenburg Freizeiten, so genannte Pfarrerrüstzeiten. Auf der ersten Tagung der PGB nach dem Zweiten Weltkrieg, im Jahre 1946, wurde beschlossen, Schnepel zum Schriftführer zu machen. Er übernahm diese Aufgabe mit Zustimmung des kurhessischen Bischofs Adolf Wüstemann und würdigte die von ihm organisierten Pfarrerrüstzeiten in Berlin und anderswo mit Teilnehmern aus der damaligen DDR vor dem Bau der Berliner Mauer 1961 als das Schönste in dieser Tätigkeit. Schnepel sorgte Anfang der 1950er Jahre für den Bau einer evangelischen „Heimstätte“ in Grossalmerode, die zu einer „Akademie für Fragen des Baus der Gemeinde Jesu Christi“ und einer Begegnungsstätte zwischen West und Ost wurde. Schnepel und seine Frau fühlten sich immer als die „Beschenkten“, insbesondere dann, wenn sie mit den Pfarrerehepaaren jenseits der einstigen deutsch-deutschen Grenze zusammen kamen. Die Berliner Stadtmission erhielt durch ihren ehemaligen stellvertretenden Vorsitzenden Erich Schnepel „Heimatrecht“ in seinem Büro in Großalmerode, vor allem in der Nachkriegszeit, als sie „durch die Grenzen der Besatzungszonen von ihrem ganzen Freundeskreis abgeschnitten“ war. Bis in die 1950er Jahre hinein wirkte der Pfarrer von Großalmerode, Schnepel, als ehrenamtliches Mitglied im Vorstand des Vereins für Berliner Stadtmission tatkräftig mit.
Anlässlich des 75. Geburtstages von Erich Schnepel 1968 fand im Foyer der Kaiser-Wilhelm-Gedächtniskirche für den Jubilar ein Empfang statt, auf dem Bischof Scharf gratulierte und ihm ein Buch als Geschenk überreichte.

## Auszeichnungen im Ersten Weltkrieg und Kriegsteilnehmer am Zweiten
- Eisernes Kreuz II. und I. Klasse
- Österreichisches Militär-Verdienstkreuz III. Klasse
- Verwundeten-Abzeichen 1918
- Ehrenkreuz für Frontkämpfer (E.f.F.)

Das Eiserne Kreuz I. Klasse wurde dem „Leutnant der Reserve, Pfarramtskandidat Erich Schnepel aus Kassel“ 1917 verliehen und das in II. Klasse 1915.
Schnepel beschrieb in den 1970er Jahren seine schwere Verwundung gegen Ende des Ersten Weltkrieges als „Nullpunkt der Existenz, an der Pforte des Todes“ und verband seine Bewahrung mit einem Glaubenszeugnis. Im August 1914 wurde Schnepel freiwillig Soldat, im Januar 1915 zum Gefreiten befördert, im März 1915 zum Unteroffizier und im September 1915 zum Leutnant. Ab 1917 wurde Schnepel als Kompanieführer eingesetzt und Ende desselben Jahres schwer verwundet. Die Schilderung des letzten Tages an der Front als Verwundeter mit hohem Blutverlust und des Rücktransports durch Kameraden im Ersten Weltkrieg ergänzte er mit der Beschreibung seiner Dankbarkeit darüber, dass ihm „das Leben noch einmal geschenkt“ wurde.

### Autor von Kriegserlebnissen
Zu Beginn des Zweiten Weltkrieges gab Schnepel seine Zustimmung dem Furche-Verlag dafür, dass die von ihm verfasste Broschüre mit dem Titel: Mein Weg zur Bibel. Student. Soldat. Christ als „Feldausgabe“ herausgebracht werden konnte. Bei seinem darin veröffentlichten Bekenntnis als Christ im Ersten Weltkrieg verschwieg Schnepel nicht, dass der Krieg 1914–1918  seinerzeit „zusammengebrochen“ war und das Kriegsende ihn in den „Berliner Osten“ führte, wo er der dort wohnenden „Arbeiterschaft“ die Botschaft der Bibel bringen wollte. Der Verlag gab in dieser 1939er Kriegsausgabe für die Soldaten der Wehrmacht auch den Beruf des Verfassers „Pastor und Missionsinspektor der Berliner Stadtmission“ bekannt sowie dessen damalige Wohnanschrift in Berlin-Karlshorst, Frankestraße 35.

### Briefe aus dem Berliner Osten
In einem mehrfarbigen  Werbe-Faltblatt zu den  Neuerscheinungen 1936 fasste der  Furche-Verlag den Inhalt von Schnepels „Briefe aus dem Berliner Osten“ zusammen, die seine evangelistischen Einsätze unter den damaligen gesellschaftlichen Verhältnissen widerspiegeln: „Ein kleiner Kampftrupp, meist etwa 10 Menschen  umfassend, bricht mutig ein in die dicke, erstickende Atmosphäre des Berliner Ostens. Man hat nicht nur gegen Stumpfsinn und stille Christentumsfeindschaft zu kämpfen, nein, es geht durch sehr ernste äußere Gefahren hindurch. Aber es wird eine Bresche geschlagen in all den Widerstand, es wird eine Gasse frei für die Botschaft von Christus.  Und der Siegeszug führt weiter in die märkischen Dörfer hinein. Überall Menschen, die sich finden lassen, und immer wieder bei den Botschaftern das Bewusstsein, unter einer höheren Führung zu stehen. Die Briefe, die Erich Schnepel seiner Freischar aus dem Berliner Osten schreibt, sind moderne Hirtenbriefe, die den Weg, der zu gehen ist, auf immer neue Weise klarstellen, in denen Freude und auch Traurigkeit über Fehlschläge ihren lebendigen Widerhall finden, in denen die Lebensordnung der Gemeinde Jesu sich abzuzeichnen beginnt.“

### Einberufung zur Wehrmacht
Schnepel erhielt 1940 trotz seiner schweren Verwundung im vorangegangenen Weltkrieg eine Aufforderung zur Musterung als Leutnant der Reserve und es folgte zunächst die Einberufung zu einem Wiederholungslehrgang für Offiziere in  Landsberg an der Warthe ab dem 26. Mai desselben Jahres. Nach der Lehrgangsbeendigung musste Schnepel seinen Militärdienst in einem Ersatzbataillon der Wehrmacht in Strausberg antreten. Durch Vermittlung eines Hauptmanns des Ersatztruppenteils wurde er Adjutant eines Bataillons-Kommandeurs in Berlin, bis er Kompaniechef im brandenburgischen Belzig wurde. Nach dem Attentat auf Hitler wurde festgelegt, alle Wehrmachtsoffiziere zu versetzen, die mehr als zwei Jahre am selben Standort ihren Dienst versahen. Unter diese Regelung fiel Schnepel. Seinen Heimaturlaub im März 1945 nutzte Schnepel insbesondere dafür, die letzte Konfirmation im Berliner Osten in der durch Bomben teilzerstörten „Adventskapelle“ in der Großen Frankfurter Straße durchzuführen.

### Kriegsgefangenschaft und Rückkehr in alte hessische Heimat
Als „sichtbare Bewahrung“ bewertete Schnepel die Tatsache, dass sein Truppenteil einen Monat später in amerikanische Gefangenschaft gelangen konnte. Obwohl das Bataillon am 22. April 1945 von russischen Panzern in sechs Kilometer Entfernung umzingelt worden war, konnte seine Truppe westlich des Raums der mecklenburgischen Stadt Ludwigslust die Elbe überqueren, um von amerikanischen Soldaten in Kriegsgefangenschaft genommen zu werden.
Während der Eroberung Berlins 1945 begannen Truppen der Roten Armee im Berliner Stadtteil Karlshorst mit der Einrichtung eines Sperrgebietes, das auch die Frankestraße einschloss. Innerhalb von 24 Stunden mussten die betroffenen Einwohner ihre Wohnungen und Häuser verlassen. Schnepels Frau Maria verließ Berlin und gelangte über Elbingerode im Harz, wo ihr Sohn Theo am 2. Juli 1945 aus der Gefangenschaft im Diakonissen-Mutterhaus Neuvandsburg eintraf, weiter nach Kassel. Am 4. Oktober 1945 war auch die Gefangenschaft für Erich Schnepel beendet und er fand Frau und Sohn in der alten hessischen Heimat wieder.
Schnepel vertrat nach den Erfahrungen aus zwei Weltkriegen die Auffassung: „Wer den Krieg erlebt hat, kann kein Freund des Krieges sein. Es ist ihm bitter, dass er den Krieg nicht abschaffen kann.“

## Schriften (Auswahl)
Erich Schnepel hat als Autor 78 Bücher geschrieben. Er hat keine Dogmatischen Werke hinterlassen. Die Erfahrungen der Weltkriege und die Arbeit bei der Berliner Stadtmission im Berliner Osten führten ihn zu einem sehr persönlichen Zugang zu Jesus, um den sich seine Vorträge und exegetischen Werke drehen.
Einfluss übten auf ihn Erweckungsprediger und Missionare aus wie Georg Müller, Hudson Taylor, Dr. Baedecker, Lord Radstock und vor allem Andrew Murray mit dem Buch "Jesus selbst. Persönlich lernte er Elias Schrenk und John Mott kennen.
Eine Auswahl seiner Schriften:
- Eine Missionsgemeinde im Berliner Osten, Berlin 1934
- Mein Weg zur Bibel, Berlin 1935, Tübingen 1938 und Ausgabe für die DDR: Evangelische Verlagsanstalt Berlin (Ost) 1958
- Der Weg der Gemeinde Jesu in den ersten vier Jahrhunderten, Berlin 1936
- Briefe aus dem Berliner Osten: Die Wirklichkeit Jesu und seiner Gemeinde, Berlin 1936
- Bauleute Gottes: Um die Echtheit des Dienstes für Christus, Berlin 1936
- Als Christ und Kompanieführer im Weltkrieg: das Fronterlebnis des Christen, Berlin 1938
- Christus im Römerreich: Der Weg der Gemeinde Jesu in den ersten 4 Jahrhunderten, Berlin 1939
- Briefe aus dem Berliner Osten, Berlin 1939
- Bauleute Gottes: Eine Auslegung von 1. Korinther 3, Berlin 1939
- Lebenskraft und Einheit der Gemeinde Gottes: Eine Auslegung von 1. Korinther 1, 4-17, Berlin 1940
- Die Einheit der Gemeinde Jesu Christi, dargestellt an der Frage „Kirche und Gemeinschaft“: Ein Beitrag zur ökumenischen Frage, Seewis im Prättigau, 1948
- Christus – das alleinige Fundament für Glaube, Kultus und Leben: Eine grundsätzliche Besinnung auf Grund des Kolosserbriefes, Stuttgart 1950
- Worte des Lebens  [Rundfunksendungen; Mehrteiliges Werk], Stuttgart 1950/1951
- Die Offenbarung des Johannes [Mehrteiliges Werk], Stuttgart 1952, 1955, 1957, 1960
- Wie Gott Weltgeschichte macht, Gladbeck (1954)
- Rundfunksendung des Senders Luxemburg [Mehrteiliges Werk], Stuttgart 1956
- Das Werk des Christus in uns und durch uns: Der 2. Korintherbrief, Kapitel 1-5, Evangelische Verlagsanstalt Berlin (Ost) 1957
- Jesus Christus, die Lösung der Probleme: Römerbrief, Kapitel 5, Stuttgart 1961
- Die Chance des Lebens: Römerbrief, Kapitel 6, Stuttgart 1962
- Jesus im frühen Mittelalter, Wuppertal 1963
- Ein Leben im 20. Jahrhundert [Mehrteiliges Werk]:  Teil 1 1900 – 1930;  Wuppertal, 1965; Teil 2 1930 – 1965, Wuppertal 1966 und 1976, ISBN 3-417-00575-2.
- Ich entdeckte das Leben, Stuttgart 1968
- Das Buch mit den sieben Siegeln. Unsere Zukunft nach der Offenbarung des Johannes, Bad Liebenzell 1970
- Das Zentrum: seelsorgerliche Studien über den Kolosserbrief, Marburg an der Lahn 1976; ISBN 3-920345-65-7.
- Mein Leben hat Inhalt: aktuelle Skizzen aus dem 20. Jahrhundert, Wuppertal 1977, ISBN 3-417-20255-8.
- Charismatische Gemeinde: Theorie oder Wirklichkeit, Wuppertal 1977; ISBN 3-417-00670-8.
- Gemeinde aktuell: Lebensfragen der christlichen Gemeinde, Verlag der Francke Buchhandlung, Marburg an der Lahn 1978,  ISBN 3-88224-045-8.
- Erich Schnepel erzählt aus seinem Leben und spricht über das Thema ʺDu Deine Bibelʺ; Es singt die Jahresmannschaft des Missionstrupps Frohe Botschaft; Großalmerode (1978). DNB 1007844604

Von Schnepels Veröffentlichungen wurden vier Buchtitel in der Theologischen Literaturzeitung 1951 ausführlich besprochen: Briefe aus dem Berliner Osten und aus Großalmerode. Vom Ringen um die Lebensgestalt der Gemeinde Jesu Christi in der Gegenwart, Christus im Römerreich. Der Weg der Gemeinde Jesu in ersten vier Jahrhunderten, Christus im frühen Mittelalter. Der Weg der Gemeinde Jesu von 400-800 und Christus – das alleinige Fundament für Glaube, Kultus und Leben. Eine grundsätzliche Besinnung auf Grund des Kolosserbriefes. Herbert Krimm konzentrierte sich dabei auf Erfahrungen Schnepels in seiner evangelistischen Tätigkeit als leitender Mitarbeiter der Berliner Stadtmission, vor allem Anfang der 1930er Jahre und im Dritten Reich. Es wurde besonders auf die zeitgeschichtlichen Bezüge des Autors in den Neu- bzw. Nachauflagen eingegangen, die dieser als „gereifter Seelsorger“ einbringen konnte. Beispielsweise zitierte der Rezensent den Schriftsteller Schnepel mit dessen Erkenntnis, die dieser bereits unter dem NS-Regime gewonnen hatte: „Wie können uns Menschen durch falsch gedeutete Bibelworte auf einen Irrweg führen, wenn wir nicht einen Durchblick durch die neutestamentlichen Linien besitzen!“ Und der Theologe und Diakoniewissenschaftler Krimm vertiefte das Zitat durch sein persönliches Erleben: „Die eigene Erfahrung ist Maßstab für das geschichtliche Ereignis und hilft zu einer positiven oder negativen Bewertung.“